# 御营镇
御营镇，是中华人民共和国四川省德阳市罗江区曾经下辖的一个镇。2019年11月，撤销御营镇，将其所属行政区域划归万安镇管辖。

## 行政区划
御营镇撤销前下辖以下地区：
场镇社区、太平村、华兴村、万寿桥村、响石村、玉脑村和明会村。